# IDAS
IDAS (Interactive Defence and Attack System) je typ z ponorkových torpédometů vypouštěné lehké víceúčelové a po kabelu naváděné řízené střely. Střelu vyvíjí německé konsorcium vedené společnostmi Diehl BGT Defense a ThyssenKrupp Marine Systems.

## Vývoj
Střely mají vylepšit obranné možnosti ponořených ponorek. Jsou určeny proti vzdušným cílům (primárním cílem jsou protiponorkové vrtulníky), malým a středním hladinovým lodím a pozemním cílům na pobřeží. Na vývoji střel se podílí několik firem. Společnost Diehl BGT Defense vyvíjí naváděcí systém a zajistí sériovou výrobu, ThyssenKrupp Marine Systems vyvíjí vypouštěcí kontejner střely a zajistí její integraci do systémů ponorek, turecká společnost Rocketsan vyvíjí bojovou hlavici a testovací systém střel a norská společnost Nammo zajišťuje vývoj a výrobu raketových motorů. Technologie střely je částečně založená na typu IRIS-T od Diehl BGT Defence.
K prvnímu zkušebnímu podhladinovému odpalu prototypu střely došlo v roce 2006. První zkušební odpal střely IDAS z ponořené ponorky typu 212 U-33 úspěšně proběhl 29. května 2008. Začátek sériové výroby střel se očekává v roce 2016.
V červnu 2016 bylo zveřejněno, že došlo k prvnímu zkušebnímu odpalu z ponořené norské ponorky Uredd třídy Ula.

## Popis
Střela je vypouštěna z kontejneru, který je vložen do torpédometu ponorky. Jeden kontejner obsahuje celkem čtyři střely. Střela má čtyři skládací křídla. Je vybavena bojovou hlavicí o hmotnosti 20 kg. Pohání ji jednostupňový raketový motor na tuhé pohonné hmoty. Střela je na cíl naváděna pomocí infračerveného čidla, přičemž po celou dobu letu je pomocí optického kabelu pod dohledem operátora na palubě ponorky, který může například změnit cíl střely, nebo útok zcela zrušit.

## Hlavní technické údaje
- Délka: 2,5 m
- Průměr: 180 mm
- Hmotnost: 120 kg
- Hmotnost bojové hlavice: 20 kg
- Dosah: 20 km